# Penticton

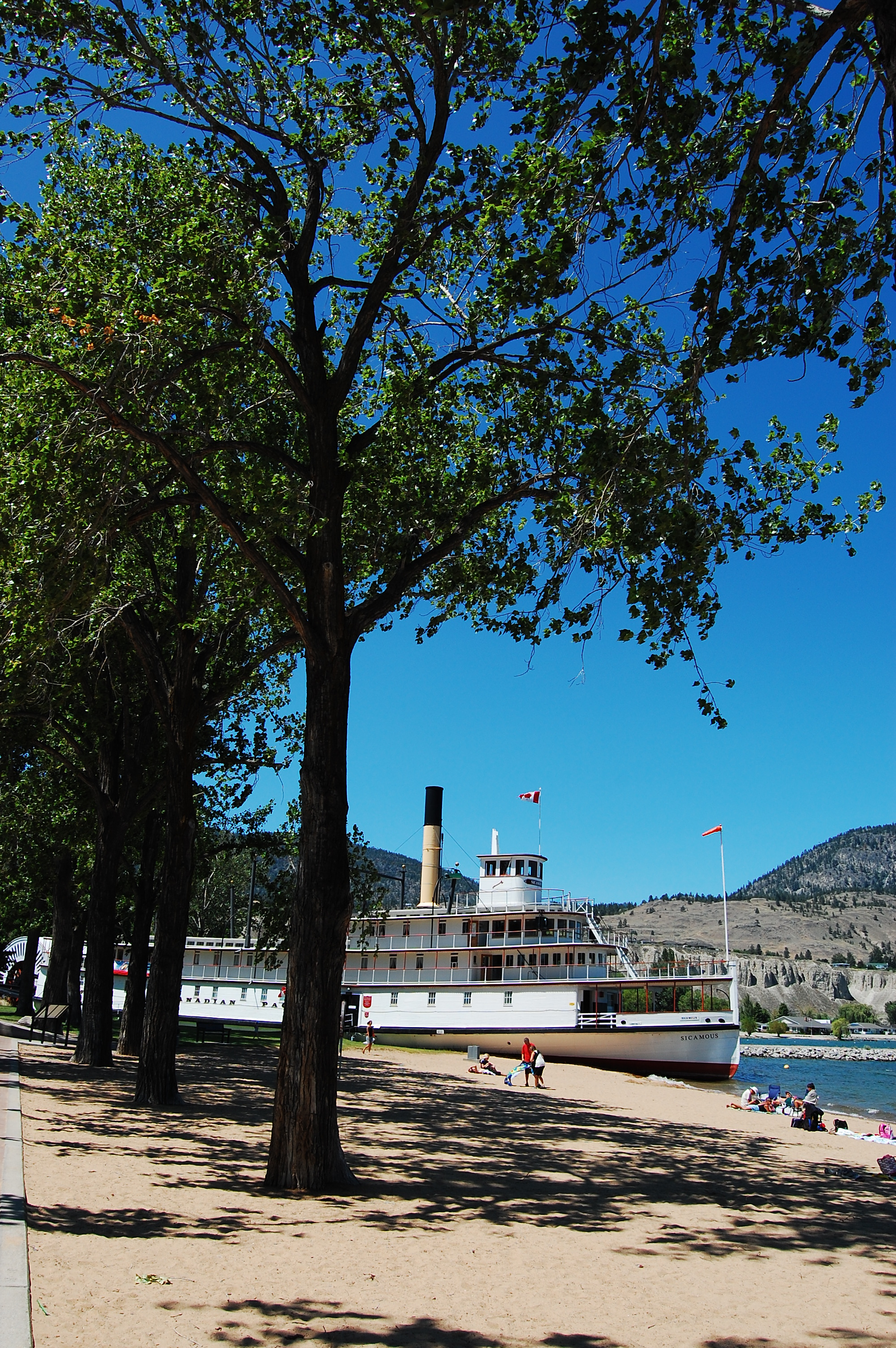
Strand von Penticton

Penticton ist eine Stadt im zentralen Süden von British Columbia, Kanada, zwischen dem Okanagan Lake und dem Skaha Lake. Der Name „Penticton“ ist aus der Sprache Okanagan abgeleitet und bedeutet grob übersetzt „Platz zum immer Bleiben“. Der amtierende Bürgermeister heißt seit der Wahl 2018 John Vassilaki.

## Lage
Penticton befindet sich etwa 60 km südlich der nächstgrößeren Stadt Kelowna. Die Stadt liegt zwischen den Seen Okanagan und Skaha Lake. Eine weitere Kleinstadt mit 10.000 Einwohnern, Summerland, befindet sich etwa 15 km nördlich, die südliche Nachbargemeinde ist Okanagan Falls. Die Millionenstadt Vancouver erreicht man nach rund 400 km Fahrt Richtung Westen, nach Calgary gelangt man nach 670 km Fahrt.

## Geschichte
Die Zuerkennung der kommunalen Selbstverwaltung (incorporated) für die Gemeinde erfolgte erstmals am 1. Januar 1909 als District Municipality. Drei weitere Änderungen des kommunalen Status folgten in den nächsten Jahrzehnten, die fünfte und bisher letzte am 7. Oktober 1954 als City (Stadt).

## Demographie
Der Zensus im Jahre 2011 ergab für die Gemeinde eine Bevölkerungszahl von 32.877 Einwohnern. Die Bevölkerung der Stadt hatte im Vergleich zum Zensus von 2006 um 3,0 % zugenommen, während die Bevölkerung in British Columbia gleichzeitig um 7,0 % anwuchs. 2011 lebten in der Zensusregion Penticon (Census agglomeration of Penticon) 42.360 Menschen, 2,6 % mehr als im Jahr 2006.

## Wirtschaft
Die wirtschaftlichen Schwerpunkte bilden in erster Linie Tourismus, Weinbau und Obstbau. Penticton wird als Ausgangspunkt von Touristen genutzt, die sportliche Betätigungen wie Skifahren, Fischen, Golfen, Wandern oder Mountainbiken nachgehen möchten.

## Verkehrsinfrastruktur

### Straßenverkehr
Penticton ist über den Highway 97 an das Fernverkehrsnetz angeschlossen. Dieser führt Richtung Süden zum Crowsnest Highway, einer wichtigen Ost-West-Verbindung, und zur Grenze zu den Vereinigten Staaten. Nach Norden erreicht man Kelowna sowie den Highway 97C, über den die schnellste Verbindung nach Vancouver führt.

### Flugverbindungen
Der Penticton Regional Airport (YYF) wurde während des Zweiten Weltkriegs als Notlandeplatz gebaut. Die Start- und Landebahn wurde einige Jahre später auf 1.829 m verlängert, damit auch größere Maschinen starten und landen können. Air Canada Jazz bietet planmäßige Linienverbindungen nach Vancouver. Die Pacific Coastal Airlines verbindet Penticton mit Vancouver und Calgary. Da der Platz als airport of entry klassifiziert ist und dort Beamte der Canada Border Services Agency (CBSA) stationiert sind, ist auch eine Einreise aus dem Ausland möglich.

### Personennahverkehr
Öffentlicher Personennahverkehr wird örtlich und regional mit mehreren Buslinien durch das „South Okanagan-Similkameen Transit System“ angeboten, welches von BC Transit in Kooperation betrieben wird. Das System bietet Personennahverkehr in südlichen Okanagan Valley sowie im Similkameen Valley an. Zentraler Knotenpunkt des Liniennetzes ist Penticton und der nördliche Endpunkt des Netzes liegt in Kelowna, während es sich nach Süden bis nach Osoyoos erstreckt. Nach Westen werden Gemeinden entlang des Similkameen River bis nach Princeton angebunden. Neben den genannten Gemeinden werden nach Norden unter anderem Summerland und West Kelowna, nach Süden unter anderem Okanagan Falls und Oliver sowie nach Westen unter anderem Keremeos und Hedley angefahren.

## Klima
Laut der Klimaklassifikation nach Köppen und Geiger herrscht in Penticton ein sommerwarmes Mittelmeerklima (Csb).

## Regelmäßige Veranstaltungen
Seit 1983 wurde jährlich im August oder September der Ironman Canada, mittlerweile die Challenge Penticton, in und um die Stadt ausgetragen – ein Triathlon-Wettbewerb über die Langdistanz – sowie der Triathlon Ultraman Canada.

## Persönlichkeiten
- Alexis Smith (1921–1993), Schauspielerin
- George Bowering (* 1935), Schriftsteller, Dichter, Literaturkritiker, Hochschullehrer und Historiker
- Gordon Herbert (* 1959), Basketballtrainer und ehemaliger Spieler
- Kevin McNulty (* 1955), Schauspieler
- Andy Moog (* 1960), Eishockeytorwart
- Brad Treliving (* 1969), Eishockeyspieler und -funktionär
- Kristi Richards (* 1981), Freestyle-Skierin
- Sheena Dickson (* 1982), Fußballschiedsrichterin
- Michael Lebler (* 1986), Eishockeyspieler

## Städtepartnerschaft
- Ikeda (Hokkaidō), Japan